# Wolfgang Steglich (Historiker)
Wolfgang Steglich (* 2. März 1927 in Grimma; † 29. April 2004 in Berlin) war ein deutscher Historiker und Professor für Neuere Geschichte.
Steglich studierte Geschichte und Philologie in Greifswald, Leipzig und Freiburg im Breisgau. Er promovierte 1956 bei Gerhard Ritter und habilitierte sich 1963 an der Albert-Ludwigs-Universität Freiburg. Von 1970 bis 1995 war er ordentlicher Professor für Neuere Geschichte an der Freien Universität Berlin. 
Schwerpunkt von Steglichs Forschungen und Publikationen war die deutsche Reformationsgeschichte, die Bismarckzeit und vor allem die politische Geschichte des Ersten Weltkrieges.
Steglich hat im Verlauf der Fischer-Kontroverse anhand von umfangreichem Archivmaterial die Bemühungen Österreich-Ungarns und des Deutschen Reiches um einen Verständigungs- oder Separatfrieden im Weltkrieg betont.

## Schriften
- Bündnissicherung oder Verständigungsfrieden. Untersuchungen zum Friedensangebot der Mittelmächte vom 12. Dezember 1916. Musterschmidt, Göttingen/Berlin/Frankfurt am Main 1958.
- Die Friedenspolitik der Mittelmächte 1917/18. 2 Bände, Steiner, Wiesbaden 1964 (zugleich: Habilitationsschrift, 1963).
- Der Friedensappell Papst Benedikts XV. vom 1. August 1917 und die Mittelmächte. Diplomatische Aktenstücke des deutschen Auswärtigen Amtes, des bayerischen Staatsministeriums des Äußeren, des österreichisch-ungarischen Ministeriums des Äußeren und des britischen Auswärtigen Amtes aus den Jahren 1915–1922. Steiner, Wiesbaden 1970.
- Die Friedensversuche der kriegführenden Mächte im Sommer und Herbst 1917. Quellenkritische Untersuchungen, Akten und Vernehmungsprotokolle. Steiner, Stuttgart 1984, ISBN 3-515-02455-7.